# GayVN Awards 2005
I premi della 7ª edizione dei GayVN Awards, premi dedicati alla pornografia gay, sono stati consegnati l'10 marzo 2005.

## Vincitori e candidati
I vincitori sono indicati in grassetto

### Best Actor
- Dean Phoenix - BuckleRoos (Buckshot Productions)
- Rafael Alencar - Gored (Studio 2000)
- Brad Benton - Wet Palms: Season 1, Ep. 1-3 (Jet Set Team Productions)
- Fyerfli - Husband by Day, Hustler by Night (All Worlds Video)
- Marcus Iron - BuckleRoos (Buckshot Productions)
- Michael Lucas - Lost (Lucas Entertainment)
- Aiden Shaw - Perfect Fit (Hot House Entertainment)
- Jim Slade - The Matrixxx: A Muscle Explosion (Big Blue Productions)
- Michael Soldier - Wet Palms: Season 1, Ep. 1-3 (Jet Set Team Productions)
- Josh Weston - Taking Flight (Falcon Studios)

### Best Actor - Foreign Release
- Tim Hamilton - Greek Holiday (Bel Ami)
- Tony Magera - The Right Moves (Studio 2000 International)
- Franco Potente - Countdown (Cazzo Film/Centaur Films)
- Giorgio Salieri - Backstage (Lucas Kazan Productions)
- Max Veneziano - Men Amongst the Ruins (Sarava Productions)

### Best All-Sex Video
- Bolt (Rascal Video)
- Horse: Fallen Angel 5 (Titan Media)
- Male Tales (Kristen BjornVideo/Sarava Productions)
- Mens Room: Bakersfield Station (Titan Media)
- Musclemen Moving Company, Inc. (Big Blue Productions)
- Plexus (Raging Stallion Studios)
- Screw 1 and 2 (Hot House Entertainment)
- Stoked 1 and 2 (Raging Stallion Studios)
- Studs n' Pups (MSR Videos)
- Whiplash (Dragon Media Corporation)

### Best Alternative Release
- Tom Bianchi: On the Couch Volumes 1 & 2 (Mercury Releasing)
- Adonis: Anal 1 (Otherworld Productions)
- Best Size #35 (Athletic Model Guild - AMG)
- Extreme Boyz Chronicles (Torsion Video)
- Reflections: A Spring Break Fantasy (CSL Films)

### Best Amateur Video
- ThunderBobby 1 (ThunderBobby Productions)
- American Heroes 1-2 (MSR Videos)
- Heat of the Moment (Defiant Productions)
- Never a Dull Moment (Pat and Sam)
- Stripping, Stroking, Licking & Sucking Unaware Frat Boys (FratBoy Videos)

### Best Art Direction
- Horse: Fallen Angel 5 (Titan Media)
- Backstage (Lucas Kazan Productions)
- Bolt (Rascal Video)
- BuckleRoos (Buckshot Productions)
- Double Delights (Pacific Sun Entertainment)
- Five Star (Titan Media)
- Gay Dreams 2: San Francisco Nights (Raging Stallion Studios)
- Nomads (All Worlds Video)
- Revolucion Sexual (All Worlds Video)
- Taking Flight (Falcon Studios)

### Best Bisexual Video
- Semper Bi (All Worlds Video)
- Bi Bi American Pie (Macho Man)
- Bi-rthday Orgy (U.S. Male)
- Fine Bi Me (Adam & Eve)
- Just Married (Blue Pictures)

### Best Classic DVD
- Sex Bazaar (Cadinot France/YMAC)
- Spokes (Falcon Studios)
- Kiss-Off (All Worlds Video)
- My Masters (Spunk Video)
- Rip Colt's Sex-Rated Home Movies (Colt Studio)
- The Road to Hopeful (Hot House Entertainment)

### Best Director
- John Rutherford e Jerry Douglas - BuckleRoos (Buckshot Prod.)
- Kristen Bjorn - Men Amongst the Ruins (Sarava Productions)
- Bruce Cam - Horse: Fallen Angel 5 (Titan Media)
- George Duroy - Greek Holiday (Bel Ami)
- Joe Gage - Back to Barstow (Titan Media)
- Sven Jungbluth - Countdown (Cazzo Film/Centaur Films)
- Lucas Kazan - Backstage (Lucas Kazan Productions)
- Chi Chi LaRue - Bolt (Rascal Video)
- Michael Lucas - Lost (Lucas Entertainment)
- Steven Scarborough - Perfect Fit (Hot House Entertainment)
- Dirk Yates - Semper Bi (All Worlds Video)
- Angela D'Angelo - Bi Bi American Pie (Macho Man)
- Mike Donner - Fine Bi Me (Adam & Eve)
- Jackson Rubio - Just Married (Blue Pictures)
- Alex Schnegr - Bi-rthday Orgy (U.S. Male)

### Best DVD Extras
- Horse: Fallen Angel 5 (Director's Cut) (Titan Media)
- Backstage (Lucas Kazan Productions)
- Bolt: Expanded Edition (Rascal Video)
- BuckleRoos (Premium Collector's Edition) (Buckshot Productions)
- Lost (Lucas Entertainment)
- Mens Room: Bakersfield Station (Titan Media)
- Plexus: Hardcore, (Raging Stallion Studios)
- Screw 2: Cut to the Chase (Hot House Entertainment)
- The Taking Flight Set (Falcon Studios)
- Wet Palms: Season 1, Ep. 1-3 (Jet Set Team Productions)

### Best DVD Special Edition
- Bolt: Expanded Edition (Rascal Video)
- BuckleRoos Premium Collector's Edition (Buckshot Productions)
- Horse: Fallen Angel 5 (Director's Cut) (Titan Media)
- Plexus: Hardcore, (Raging Stallion Studios)
- Wet Palms: Season 1, Ep. 1-3 (Jet Set Team Productions)

### Best Editing
- Andrew Rosen - BuckleRoos (Buckshot Productions)
- James Sheridan and Kawai - Back to Barstow (Titan Media)
- Scott Coblio - Bolt (Rascal Video)
- Lenny Ericksson - Countdown (Cazzo Film/Centaur Films)
- James Sheridan and Kawai - Horse: Fallen Angel 5 (Titan Media)
- Tony DiMarco - Lost (Lucas Entertainment)
- Kristen Bjorn - Men Amongst the Ruins (Sarava Productions)
- Jim Wigler - Perfect Fit (Hot House Entertainment)
- Jean-Marc Prouveur - Porn Zone (Oh Man! Studios)
- Chip Daniels - Wild Rangers 2: Hardcore Training Camp (Centaur Films)

### Best Ethnic-Themed Video
- Revolucion Sexual (All Worlds Video)
- Bustin' In (Jackrabbit Releasing)
- Dawgz on the D.L. (Latino Fan Club)
- Manhandled: A Latino Gangbang (Electro Video)
- Manhattan Fantasies (Tyson & Vega Videos)

### Best Foreign Release
- Greek Holiday 1 & 2 (Bel Ami)
- Backstage (Lucas Kazan Productions)
- Countdown (Cazzo Film/Centaur Films)
- 8 Inches (Part Two) (Marcostudio)
- Heartbreak Hotel (Cazzo Film/Sarava Productions)
- Lust in Translation (El Dorado Entertainment)
- Men Amongst the Ruins (Sarava Productions)
- Porn Zone (Oh Man! Studios)
- The Right Moves (Studio 2000 International)
- Sexgaymes: Pace (Pistol Media/Raging Stallion Studios)

### Best Group Scene
- Bolt (Orgia finale) (Rascal Video)
- Back to Barstow (Orgia finale) (Titan Media)
- Horse: Fallen Angel 5 - Joey Dino, Sebastian Tauza, Pete Ross e Fredrick Ford
- Kept - Ben Damon, Chad Hunt, Jeremy Jordan, Gus Mattox e Dean Monroe
- Lost (Orgia) (Lucas Entertainment)

### Best Leather Video
- Horse: Fallen Angel 5 (Titan Media)
- Hard Sex (Raging Stallion Studios)
- Hog: The Leather File (Colt Studio)
- Whiplash (Dragon Media Corporation)
- Zak Attack (Mustang Studios)

### Best Marketing Campaign
- BuckleRoos (Buckshot Productions)
- Bolt (Rascal Video)
- Horse: Fallen Angel 5 (Titan Media)
- Taking Flight (Falcon Studios)
- Manhunt.TheMovie (Hot House Entertainment)
- Wet Palms: Season 1, Ep. 1-3 (Jet Set Team Productions)

### Best Music
- Nicholas Pavkovic Rock Hard BuckleRoos
- J.D. Slater e Scott Coblio - Bolt
- Phil St. John - Double Delights
- Brandy Dalton, Fledgling, Mingle-Mangle, Rick Randy, Rusty Bender - Horse
- Keith David - Wild Rangers 2: Hardcore Training Camp

### Best Newcomer
- Eddie Stone
- Diego De LaHoya
- Adam Dexter
- Fredrick Ford
- Wilfried Knight
- Cory Koons
- Kent Larson
- Troy Punk
- Sebastian Tauza
- Bobby Williams

### Best Non-Sexual Performance
- Zak Spears - BuckleRoos (Buckshot Productions)
- Holly N. Likely - Getting It Straight (Jocks Studios)
- Jean-Marc Prouveur - Porn Zone (Oh Man! Studios)
- Jason Sechrest - Wet Palms: Season 1, Ep. 1-3 (Jet Set Team Productions)
- Spanky - Bisexual Infomercial (Male Media One)

### Best Oral Scene
- Wall of Penises Hard Sex (Raging Stallion Studios)
- Janiero, Rocco - Dawgz on the D.L. (Latino Fan Club)
- Brandon James, Lee Walters - A Rim With a View (Not Into Bush Prod.)
- Bobby Williams, Trent Austin, Jonathan West - Ripe (All Worlds Video)
- Ollie Kicks, Clay Maverick - Studs n' Pups'' (MSR Videos)

### Best Packaging
- Horse: Fallen Angel 5 (Director's Cut) (Titan Media)
- The American Lover (All Worlds Video/Pau Brazil Productions)
- Back to Barstow (Titan Media)
- BuckleRoos (Premium Collector's Edition) (Buckshot Productions)
- Construction Island (All Worlds Video/Diamond Pictures)
- Double Size (Pacific Sun Entertainment)
- Greek Holiday 1: Cruising the Aegean (Bel Ami)
- Manhandled: A Latino Gangbang (Electro Video)
- A Rim With a View (Not Into Bush Productions)
- Stoked: Part 2 (Raging Stallion Studios)
- When in Rome (Rascal Video)
- Young Bucks (Young Bucks/Raging Stallion Studios)

### Performer of the Year
- Tag Adams
- Brad Benton
- Owen Hawk
- Kent Larson
- Gus Mattox
- Árpád Miklós
- Mario Ortiz
- Mario Perez
- Sexcyone
- Josh Weston

### Best Picture
- BuckleRoos (Buckshot Productions)
- Back to Barstow (Titan Media)
- Bolt (Rascal Video)
- Gay Dreams 2: San Francisco Dreams (Raging Stallion Studios)
- Horse: Fallen Angel 5 (Titan Media)
- Lost (Lucas Entertainment)
- Perfect Fit (Hot House Entertainment)
- 69: Discover the Secret (Catalina Video)
- Taking Flight (Falcon Studios)
- Wet Palms: Season 1, Ep. 1-3 (Jet Set Team Productions)

### Best Pro/Am Release
- Michael Lucas' Auditions: Vol. 1 (Lucas Entertainment)
- ManPlay (MP 015) (ManPlay/Titan Media)
- Personal Trainers Part 8 (Bel Ami)
- ShowGuys 101: Spike & Austin (ShowGuys.com)
- Surfboys Taken Downunder (Alpha Male Home Entertainment)

### Best Renting Title of the Year
- American Porn Star (Jet Set Team Productions)

### Best Screenplay
- Jack Shamama e Michael Stabile - Wet Palms: Season 1 (Jet Set)
- Jett Blakk, French Kiss - (Red Devil Entertainment)
- Mike Donner - A Current Affair (All American Men)
- Jerry Douglas - BuckleRoos (Buckshot Productions)
- Josh Eliot - 69: Discover the Secret (Catalina Video)
- Joe Gage - Back to Barstow (Titan Media)
- Doug Jeffries - Little Big League (Electro Video)
- Sven Jungbluth - Countdown (Cazzo Film/Centaur Films)
- Lucas Kazan - Backstage (Lucas Kazan Productions)
- Chris Steele - Kept (Falcon Studios)

### Best Sex Comedy
- Wet Palms: Season 1, Episodes 1-3 (Jet Set Team Productions)
- Getting It Straight (Jocks Studios)
- Heartbreak Hotel (Cazzo Film/Sarava Productions)
- Pool Boy (All Worlds Video)
- A Rim With a View (Not Into Bush Productions)

### Best Sex Scene
- Dean Phoenix, Marcus Iron - BuckleRoos Part II (Buckshot)
- Johnny Biddulph, Charlie Moore - The American City (IOP Productions)
- Fyerfli, Tyler Boots - Back to Barstow (Titan Media)
- Carlo Masi, Karim - Big N' Plenty (Colt Studio)
- Johnny Hazzard, Zak Spears - Bolt (Rascal Video)
- D.C. Chandler, Rafael Carreras - Driven (Studio 2000)
- Spencer Quest, Joey Ross - Horse: Fallen Angel 5 (Titan Media)
- Slava Petrovich, Max Veneziano - Men Amongst the Ruins (Sarava Prod.)
- Tag Adams, Gus Mattox - Raw Footage (Rascal Video)
- Owen Hawk, Troy Punk - Screw: Right to the Point (Hot House)
- Matthew Rush, Rob Romoni - Taking Flight Part 2 (Falcon Studios)
- Eddie Stone, Filippo Romano - When in Rome (Rascal Video)

### Best Solo Performance
- Árpád Miklós, Ricky Martinez - BuckleRoos Part I (Buckshot)
- Sammy Case - Soloboys# 9 (Color Ink Corp.)
- Julian (aka Jordan Rivers) - Str8 Shots (Rascal Video)
- Gabriel Knight - Wet Palms: Season 1, Ep. 1-3 (Jet Set Team Productions)
- Ian Madrox - The Skater Sex Chronicles (Saggerz Skaterz.com)
- Ricky Martinez - Backstage (Lucas Kazan Productions)
- Peter - Tom Bianchi: On the Couch - Toronto (Mercury Releasing)
- Dean Resnick, Dave Resnick - Double Size (Pacific Sun Entertainment)

### Best Solo Video
- Str8 Shots (Rascal Video)
- Alone With (Volume 6) (Falcon Studios)
- An American Soldier! 2 (Pink Bird)
- Minute Man (Series Twenty One) (Colt Studio)
- Straight Mountain Boys (Pat and Sam)

### Best Specialty Release
- Double Delights (Pacific Sun Entertainment)
- Whiplash (Dragon Media Corporation)
- Toolbox Trilogy: Drilled (Raging Stallion Studios)
- JamPacked: HandPacked III (Club Inferno)
- Hard Sex (Raging Stallion Studios)
- ManPlay Xtreme (MX 02) (ManPlay/Titan Media)
- A Rim With a View (Not Into Bush Productions)
- X Fights UK 3 (BG East)

### Best Specialty Release (18 to 23 Division)
- Aqua Club (Pacific Sun Entertainment)
- Chicken Patrol 2 (18 Today International)
- City Heat, Country Passion (All American Men)
- Dorm Days (Unzipped Video)
- Seduction of a Surfer (IOP Productions)
- Str8 Jocks Big Cocks! (Citi Boyz)
- Twink-A-Licious (Helix Studios)

### Best Specialty Release (Bears Division)
- From Bear to Bare (All Worlds Video)
- American Bears (Pacific Sun Entertainment)
- Bear Boned (Catalina Video)
- Big Rig Bears (Pacific Sun Entertainment)
- Workshop Bears (CyberBears)

### Best Supporting Actor
- Brad Benton - Jet Set Direct: Take One (Jet Set Team Productions)
- Sasha Byazrov - Backstage (Lucas Kazan Productions)
- Luciano Haas - Lost (Lucas Entertainment)
- Owen Hawk - BuckleRoos (Buckshot Productions)
- Gus Mattox - Kept (Falcon Studios)
- Chip Noll - 69: Discover the Secret (Catalina Video)
- Jason Ridge - Wet Palms: Season 1, Ep. 1-3 (Jet Set Team Productions)
- Brad Rock - Cowboy Rides Again (Big Blue Productions)
- Matthew Rush - Taking Flight (Falcon Studios)
- Marc Sterling - Back to Barstow (Titan Media)

### Best Threesome
- Sammy Case, Marcus Iron, Timmy Thomas - BuckleRoos Part II
- Thom Barron, Christoph Scharff, Franco Potente - Countdown
- Michael Brandon, Kid Cock, Steve Pierce - Double Delights
- Max Veneziano, Pietro Rosselli, Antonio Armani - Journey to Greece
- Leo Bramm, Kent Larson, Bobby Williams - Kept
- Alex Clark, Wilfried Knight, Michael Lucas - Lost
- Jim Slade, Flex-Deon Blake, Dan Packin - The Matrixxx: A Muscle Explosion
- Pietro Rosselli, Norbert Somlay, Octavio Fuentes - ParaShooter
- Tag Adams, Tony Acosta, Manuel Torres - Stoked: Part 1
- Mario Ortiz, Ray Dragon, Adam Rider - Whiplash

### Best Videography
- Todd Montgomery - BuckleRoos (Buckshot Productions)
- Max Julien - 8 Inches (Parte Seconda) (Marcostudio)
- Leonardo Rossi - Backstage (Lucas Kazan Productions)
- Hue Wilde, Charles Stevens - Bolt (Rascal Video)
- Andre Adair - Cowboy Rides Again (Big Blue Productions)
- Brian Mills - Horse: Fallen Angel 5 (Titan Media)
- Tony DiMarco - Lost (Lucas Entertainment)
- Kristen Bjorn - Men Amongst the Ruins (Sarava Productions)
- Ray Dragon - Whiplash (Dragon Media)
- Chip Daniels - Wild Rangers 2: Hardcore Training Camp (Centaur Films)

### 2005 GayVN Hall of Fame Inductees
- Blue Blake
- Brian Brennan
- Tom De Simone
- Chad Donovan
- Jim French
- Andrew Rosen